# ژان وارن
ژان وارَن (فرانسوی: Jean Varin‎; ۶ فوریهٔ ۱۶۰۷ – ۲۶ اوت ۱۶۷۲) مجسمه‌ساز و حکاک اهل فرانسه بود که در فرایند ضرب سکه نوآوری‌های مهمی انجام داد. وی در سال ۱۶۶۵ به عضویت آکادمی سلطنتی نقاشی و مجسمه‌سازی درآمد.

## آثار

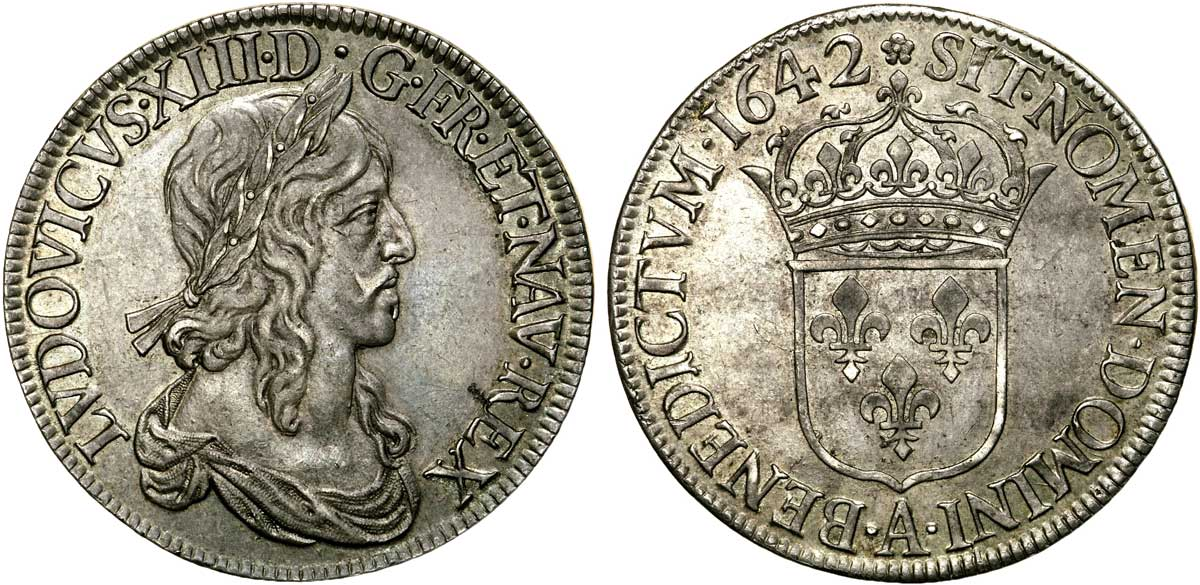
Écu d'argent ou louis d'argent, de Louis XIII le Juste. 1642
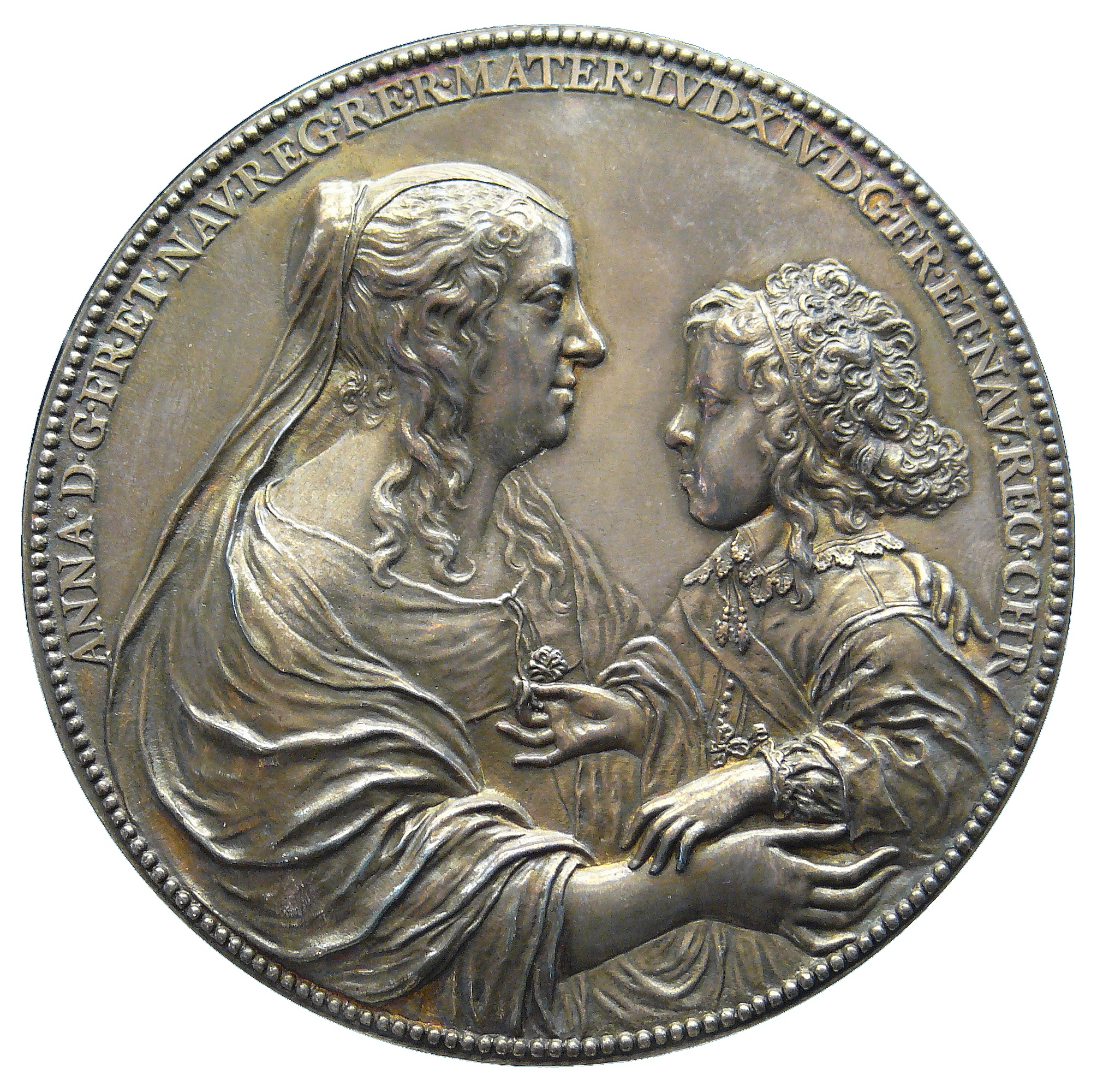
.Anne d'Autriche et le jeune Louis XIV, médaille, 1645.
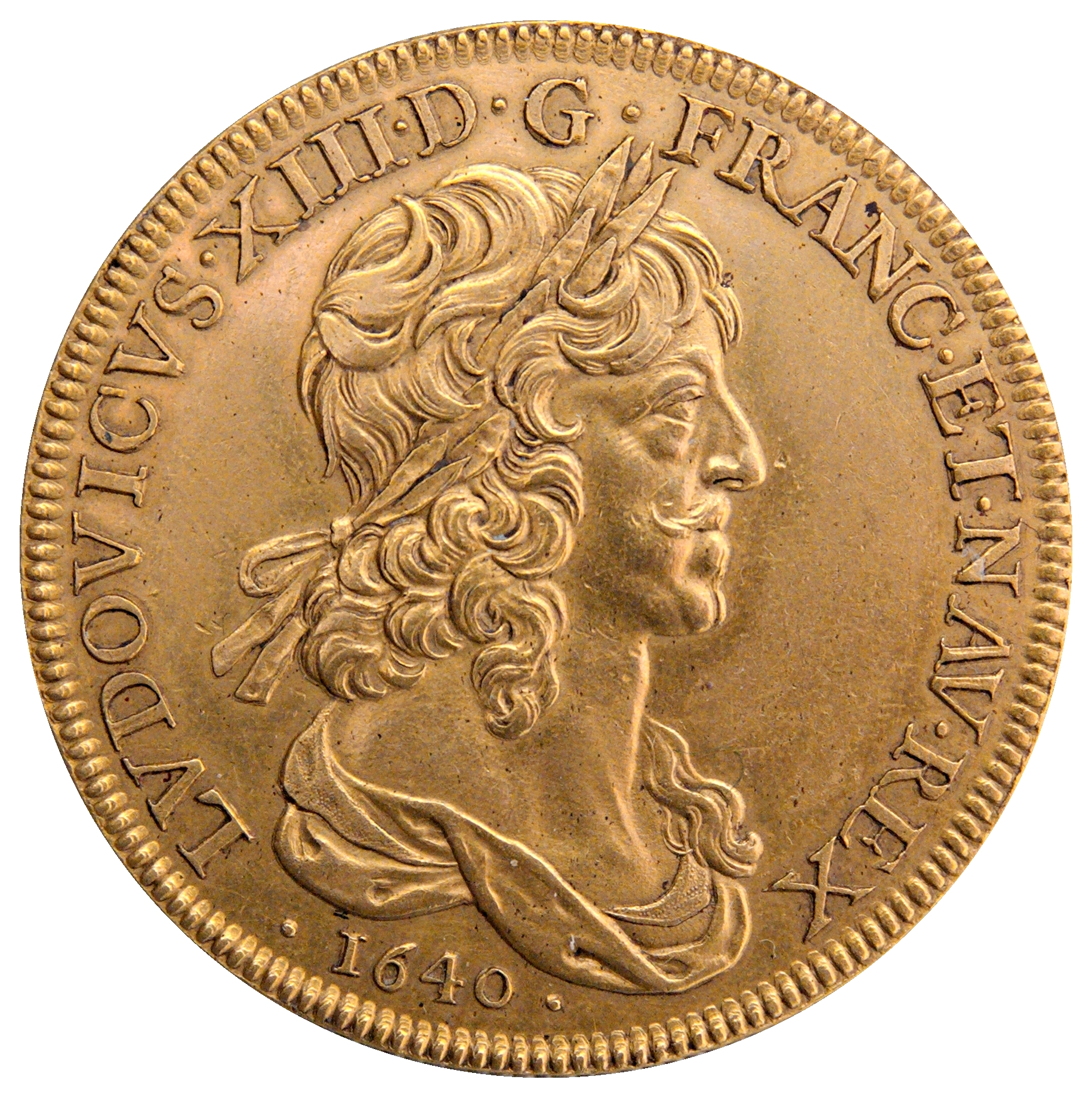
Rarissime Pièce de plaisir de dix Louis.